# Michail Sergejewitsch Molodenski

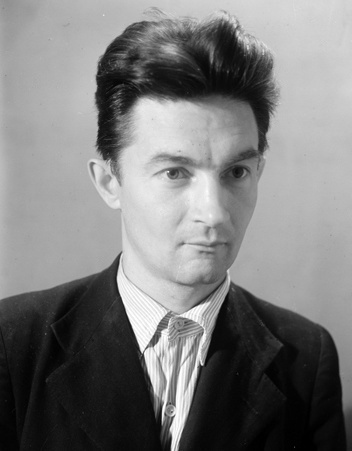
Michail Sergejewitsch Molodenski

Michail Sergejewitsch Molodenski (auch M. S. Molodensky, M. S. Molodenskij, russisch Михаил Сергеевич Молоде́нский; * 3. Junijul. / 16. Juni 1909greg. in Epifan oder Tula (beides damals Gouvernement Tula), Russisches Kaiserreich; † 12. November 1991) war ein sowjetischer Geophysiker und geodätischer Astronom. Nach ihm sind das Molodensky Problem, die drei Parameter Molodensky Transformation und die zehn Parameter Molodensky-Badekas Transformation benannt.

## Leben und Werk
Molodenski graduierte 1932 an der Moskauer Universität und arbeitete an Untersuchungen über die theoretische Gestalt der Erde und über ihr äußeres Schwerefeld.
Ab 1946 arbeitete er am Institut für Physik der Erde der Akademie der Wissenschaften der UdSSR (russisch Институт Физики Земли АН СССР).
Zu seiner wissenschaftlichen Hauptaufgabe wurde die Entwicklung einer Theorie zur hypothesenfreien Bestimmung der Erdfigur.
Da ihm dies auf messtechnisch-physikalischen Grundlagen nicht möglich schien – hierin befand sich Molodenski in teils heftigem Disput mit dem Österreicher Karl Ledersteger – schlug er als Bezugsfläche für die Höhenmessung statt des Geoids eine vornehmlich geometrisch definierte Fläche vor, die später Quasigeoid genannt wurde.
In diesem Zusammenhang war er maßgeblich an der wissenschaftlichen und praktischen Begründung der Normalhöhen beteiligt, die um die 1960er Jahre im Ostblock eingeführt wurden. 
Wegen des theoretischen Vorzugs, für die Geoidbestimmung keine teilweise unsicheren Dichte für die Erdkruste zu benötigen, sind auch einige westliche Länder auf die Molodenskischen Normalhöhen übergegangen z. B. seit 1993 im deutschen System des Normalhöhennull. 
Neben dieser großen theoretischen Leistung Molodenskis gehen auch weitere fundamentale Untersuchungen im Bereich der Geophysik und Geodäsie auf ihn zurück. Er erhielt unter anderem den Staatspreis der Sowjetunion, den Leninpreis und den Orden des Roten Banners der Arbeit. 
Seit 1946 war er korrespondierendes Mitglied der Akademie der Wissenschaften der UdSSR.

## Werke
- M. S. Molodenski 1958: Grundbegriffe der geodätischen Gravimetrie, Verlag Technik, Berlin
- M. S. Molodenskii, V.F. Eremeev, M.I. Yurkina 1962: Methods for study of the external gravitational field and the figure of the earth, Jerusalem